# Ella y el candidato
Ella y el candidato es una película mexicana de 2011, dirigida por Roberto Girault y escrita por éste junto a Olivia Núñez.

## Sinopsis
Lorena (Rocío Verdejo) y Luis Fernando (Héctor Arredondo) son el vivo retrato de un matrimonio firme y feliz, además, cuentan con la compañía de sus tres hijos, junto a los que han tenido una vida repleta de logros que les han hecho vivir cómodamente.
Cuando todo parece ir a la perfección, Luis Fernando decide presentarse como candidato a la presidencia del país por segunda vez. Esto dará un giro completo tanto a su vida, como a la de su familia, la cual se verá afectada por la presión que ejerce la importancia del cargo al que aspira Luis Fernando y deberá cuidar su imagen pública.
Los compromisos, los deseos y los sueños de esta familia, se encuentran en juego y deberán plantearse cuáles de ellos son más importantes en sus vidas.

## Reparto
- Héctor Arredondo, como Luis Fernando Grama.
- Rocío Verdejo, como Lorena.
- Daniel Martínez, como Carlos.
- Jorge Luis Moreno, como Iñigo.
- Natalia Cordova, como Andrea.
- Elsy Jiménez, como reportera.
- Damayanti Quintanar, como Paola.
- Cecilia Ponce como Bárbara Balarquin.
- Jorge Lavat, como Antonio.[2]